# Avemetatarsalia
Az Avemetatarsalia (jelentése 'madárlábközépcsontúak') egy klád, melyet a brit őslénykutató Michael J. Benton definiált 1999-ben valamennyi olyan avesuchia számára, amely közelebb áll a dinoszauruszokhoz, mint a krokodilokhoz.

## Ismertetésük
A Scleromochlus nevű kis méretű archosaurusról készült javított leírás, amely a filogenetikai helyzetével kapcsolatos kladisztikai elemzéssel együtt jelent meg, kimutatta, hogy a Scleromochlus közelebbi rokonságban áll a dinoszauruszokkal, mint a crurotarsikkal (melyekhez a krokodilok tartoznak), de az Ornithodira csomópont-alapú kládon kívül helyezkedik el, Jacques Gauthier eredeti értelmezése szerint; a csoport tartalmazza a dinoszauruszok és a pteroszauruszok utolsó közös ősét és valamennyi leszármazottját.
Paul Sereno 1991-ben egy hivatalos (és eltérő) definíciót alkotott meg az Ornithodira számára, melyhez határozottan hozzárendelte a Scleromochlust. Mivel ekkor még nem volt olyan klád ami kihangsúlyozta volna a fajok lehetséges bazális pozícióját a dinoszauruszok felé vezető archosaurus ágon (szemben azzal ami a krokodilokhoz vezet), Benton létrehozott egy új, ág-alapú kládot Avemetatarsalia néven, a klád mai túlélőire, az Aves osztályra és a csoport jellemző vonására, a lábközépcsont boka ízületére utalva. Az Avemetatarsaliát úgy definiálta, mint valamennyi avesuchiát, amely közelebb áll a Dinosauria öregrendhez, mint a Crocodylia rendhez.
2001-ben, Jacques Gauthiertől ez a klád a Panaves (a latin szó jelentése 'minden madár') nevet kapta, A legnagyobb és a legtöbb nemet tartalmazó kládként definiálta, belefoglalva az Aves csoportot (a madarakat, a Vultur gryphuson keresztül) és kihagyva belőle a Crocodyliát (a Crocodylus niloticusra hivatkozva).
Gauthier ehhez a csoporthoz kapcsolta az Avest, a Dinosauria többi részét, a Pterosauriát, és több különböző triász időszakban élt archosaurust, például a Lagosuchust és a Scleromochlust.

## Fordítás
Ez a szócikk részben vagy egészben  az   Avemetatarsalia című angol Wikipédia-szócikk ezen változatának fordításán alapul.  Az eredeti cikk szerkesztőit annak laptörténete sorolja fel. Ez a jelzés csupán a megfogalmazás eredetét és a szerzői jogokat jelzi, nem szolgál a cikkben szereplő információk forrásmegjelöléseként.